# Krzysztof Piksa
Krzysztof Józef Piksa (ur. 1966) – polski biolog, zoolog, chiropterolog i speleolog, doktor habilitowany nauk biologicznych, nauczyciel akademicki Uniwersytetu Pedagogicznego w Krakowie.

## Życiorys
W 1999 roku na podstawie napisanej pod kierunkiem Bronisława Wołoszyna rozprawy pt. Chiropterofauna jaskiń Tatr Polskich i jej kształtowanie się w aspektach historycznym, geograficznym i ekologicznym uzyskał na Wydziale Geograficzno-Biologicznym Wyższej Szkoły Pedagogicznej im. Komisji Edukacji Narodowej w Krakowie stopień doktora nauk biologicznych w zakresie biologii. 
W 2015 roku uzyskał stopień doktora habilitowanego nauk biologicznych w zakresie biologii na podstawie rozprawy pt. Pionowe zróżnicowanie fauny nietoperzy jaskiń Karpat Polskich i jej długookresowe zmiany nadany uchwałą Rady Wydziału Geograficzno-Biologicznego Uniwersytetu Pedagogicznego w Krakowie. W 2016 r. został profesorem nadzwyczajnym tej uczelni oraz Kierownikiem Katedry Zoologii Instytutu Biologii UP.